# Freemasons
Freemasons je britanski glasbeni duo iz Brightona, East Sussex, Anglija. Sestavljata ga Russell Small (tudi član zasedbe Phats & Small) in James Wiltshire, ki je prav tako sodeloval s Phats & Small pod imenom 'Jimmy Gomez'. Začetek njunega delovanja sega v leta 2005. Ime Freemasons izvira iz lokalnega puba v Brightonu, kamor sta zahajala.
Največji uspeh je duo doživel z albumi Shakedown in Shakedown 2 ter Unmixed. Uspešno sodelujeta tudi z različnimi pevkami, predvsem z Amando Wilson in Katherine Ellis. Leta 2006 sta bila nominirana za nagrado grammy.

## Diskografija

### Studijski albumi
| Leto | Podatki | Mesto na lestvici     | Mesto na lestvici         |
| Leto | Podatki | UK Compilations Chart | Irish Top 30 Compilations |
| ---- | --- | --------------------- | ------------------------- |
| 2007 | Shakedown - prvi studijski album - izid: 22 januar 2007 - formati: 2 CD-ja, odjemanje - založba: Loaded Records    | -                     | -                         |
| 2007 | Unmixed - drugi studijski album - izid: 29 oktober 2007 - formati: 2 CD-ja, odjemanje - založba: Loaded Records    | 58                    | -                         |
| 2009 | Shakedown 2 - tretji studijski album - izid: 29 junij 2009 - formati: 2 CD-ja, odjemanje - založba: Loaded Records | 17                    | 39                        |

### Singli
| Leto | Singl                                                       | Mesto na lestvici | Mesto na lestvici | Mesto na lestvici | Mesto na lestvici | Mesto na lestvici | Mesto na lestvici | Mesto na lestvici | Mesto na lestvici | Album                    |
| Leto | Singl                                                       | UK                | AUS               | BEL               | BUL               | FIN               | FRA               | IRE               | NL                | Album                    |
| ---- | ----------------------------------------------------------- | ----------------- | ----------------- | ----------------- | ----------------- | ----------------- | ----------------- | ----------------- | ----------------- | ------------------------ |
| 2005 | "Love on My Mind" (feat. Amanda Wilson) †                   | 11                | 46                | 27                | —                 | —                 | 70                | 38                | 26                | Unmixed                  |
| 2006 | "Watchin'" (feat. Amanda Wilson) †                          | 19                | —                 | 34                | —                 | 5                 | —                 | 49                | 29                | Unmixed                  |
| 2007 | "Rain Down Love" (feat. Siedah Garrett) †                   | 12                | —                 | 20                | 17                | 8                 | —                 | —                 | —                 | Unmixed                  |
| 2007 | "Nothing but a Heartache" (feat. Sylvia Mason-James) †      | —                 | —                 | —                 | 18                | —                 | —                 | —                 | —                 | Unmixed                  |
| 2007 | "Uninvited" (feat. Bailey Tzuke)                            | 8                 | —                 | 2                 | 7                 | —                 | 11                | 50                | 4                 | Unmixed                  |
| 2008 | "When You Touch Me" (feat. Katherine Ellis) †               | 23                | —                 | 28                | —                 | —                 | —                 | —                 | 30                | Unmixed                  |
| 2009 | "If" (feat. Hazel Fernandes)                                | —                 | —                 | —                 | 15                | —                 | —                 | —                 | —                 | Unmixed                  |
| 2009 | "Heartbreak (Make Me a Dancer)" (feat. Sophie Ellis-Bextor) | 13                | 51                | —                 | 9                 | 19                | 44                | 38                | 85                | Shakedown 2              |
| 2010 | "Believer (Summer of Pride Mix)" (feat. Wynter Gordon)      | 113               | —                 | —                 | —                 | —                 | —                 | —                 | —                 | Summer of Pride Mix (EP) |
| 2010 | "Believer" (feat. Wynter Gordon)                            | -                 | —                 | —                 | —                 | —                 | —                 | —                 | —                 | TBA                      |

- † Označuje single, ki so bili vključeni tudi na album Shakedown.

### Remixi

#### 2005
- "Mesmerized" - Faith Evans
- "I Just Can't Get Enough" (ft. Abigail Bailey)  - Herd & Fitz
- "Zap Me Lovely (The Nokia Song)" - Trick
- "Lovin' You More" (ft. Steve Smith) - Steve Mac vs. Mosquito
- "I See Girls" - Studio B
- "C'mon, Get It On" - Studio B
- "Movin' Into Light" - Black Fras
- "Suntan" (ft. Tia) - The Beach
- "I Wasn't Kidding" - Angie Stone

#### 2006
- "Déjà Vu" - Beyoncé
- "Ring the Alarm" - Beyoncé
- "Right Here, Right Now" - Fatboy Slim
- "Love Sensation '06" - Loleatta Holloway
- "Shine" - Luther Vandross
- "Most Precious Love" (ft. Barbara Tucker) - Blaze
- "Moving Too Fast" - Supafly Inc.
- "Turn Me On" - Dirty Old Ann
- "In My Mind" - Heather Headley
- "(Don't) Give Hate a Chance" - Jamiroquai
- "Give Me the Night" - Xavier

#### 2007
- "Take Me 2 the Sun" - Disco Freaks
- "Beautiful Liar" - Beyoncé & Shakira
- "Green Light" - Beyoncé
- "Sexual Healing" (ft. Marvin Gaye) - Rockefeller vs. Alibi
- "Work" - Kelly Rowland

#### 2008
- "Disco's Revenge '08" (ft. Amanda Wilson) - Gusto
- "The One" - Kylie Minogue
- "I Decided" - Solange
- "Sandcastle Disco" - Solange
- "Disco Lies" - Moby
- "Pjanoo" - Eric Prydz
- "Keep This Fire Burning" (ft. Amanda Wilson) - The Outsiders
- "Love Is the Answer" (ft. Peyton) - Funk Fanatics

#### 2009
- "Million Dollar Bill" - Whitney Houston
- "Hold On" (ft. Shena) - Mr. DYF
- "Here Comes the Rain Again" - Eurythmics

#### 2010
- "Breathe" - Faith Hill
- "Gypsy" - Shakira
- "Bittersweet" - Sophie Ellis-Bextor
- "Wonderful Life" - Hurts
- "Waka Waka (This Time for Africa)" - Shakira
- "Loca" (ft. Dizzee Rascal) - Shakira
- "Pegasus" - Pegasus
- "I Want Your Sex" - George Michael

#### 2011
- "Good Girl" - Alexis Jordan
- "Finish Line" - Yasmin
- "Still Cryin' (feat. Taio Cruz) - Nightcrawlers
- "Only Girl (In the World) - Rihanna
- "Better Than Love" - Hurts

### Producentsko delo
- 2007 "The One" - Kylie Minogue (Freemasons, R. Stannard)
- 2008 "I Decided, Pt. 2" - Solange (Freemasons, The Neptunes)
- 2010 "Bittersweet" - Sophie Ellis-Bextor (Freemasons, Biffco)